# اوله ساری
اوله ساری (سوئدی: Olle Sarri؛ زادهٔ ۲۰ ژانویهٔ ۱۹۷۲) هنرپیشه اهل سوئد است.
از فیلم‌ها یا برنامه‌های تلویزیونی که وی در آن نقش داشته‌است می‌توان به کپی و بلاندی اشاره کرد.